# Qabr Fidda
Qabr Fiddah (tiếng Ả Rập: قبر فضة) là một ngôi làng ở phía bắc Syria nằm trong phó huyện Qalaat al-Madiq thuộc huyện al-Suqaylabiyah  ở tỉnh Hama. Theo Cục Thống kê Trung ương Syria (CBS), Qabr Fiddah có dân số 1.490 trong cuộc điều tra dân số năm 2004. Cư dân của nó chủ yếu là người Hồi giáo Sunni.